# Маргарет Вайс
Маргарет Едіт Вайс (англ. Margaret Weis, [waɪs]; (16 березня 1948 , Індепенденс, Міссурі ) — американська письменниця у жанрах фентезі та наукової фантастики, авторка десятків романів і оповідань. У TSR, Inc. об'єдналася з Трейсі Хікменом, щоб створити світ рольової гри (RPG) Dragonlance. Генеральний директор-засновник та власниця Sovereign Press, Inc і Margaret Weis Productions, яка ліцензує кілька популярних телевізійних і кінофраншиз на створення рольових серіалів на додаток до власних.
У 1999 році журнал Pyramid назвав Вайс однією з найвпливовіших персон Міленіуму, сказавши, що вона та Хікмен «найбільше відповідають за весь жанр ігрової фантастики». У 2002 році її включили до Зали слави Origins завдяки «Dragonlance».

## Ранній життєпис
Маргарет Вайс народилася 16 березня 1948 року в Індепенденсі, штат Міссурі, де й виросла. З прикладами літератури в жанрі героїчного фентезі познайомилася під час навчання в Університеті Міссурі (MU). Пізніше письменниця згадувала «Я прочитала Толкієна, коли він уперше набув популярності в коледжах у 1966 році. Моя подруга подарувала мені декілька книжок, коли я навчалася в літній школі в Університеті Міссурі. Я буквально не могла відірватися від них! Я ніколи не знаходила іншого фентезі, яке б мені подобалося, і просто ніколи не читала жодного фентезі після Толкіна». Маргарет сумлінно уникала придбання неавторизованих публікацій його робіт і пов'язувала війни в його вигаданому світі з війнами в реальному світі 1960-х років.
У 1970 році вона закінчила Університет Міссурі за освітнім ступенем бакалавра мистецтв за спеціальністю «Література».

## Кар'єра
Вайс згадувала: «Звичайно, моя мати знала, що я помру з голоду з таким нікчемним ступенем», тому мати влаштувала її коректором у невелику видавничу компанію в сусідньому Канзас-Сіті, штат Міссурі. Там вона піднялася до редактора, дізналася все про книжкову індустрію та знайшла агента, який назвав її літературні праці надзвичайно вдалим для новачка. Вона почала писати для малобюджетного книжкового ринку для підлітків. З 1972 по 1983 рік Маргарет Вайс працювала у видавництві Herald Publishing House як директор з реклами, а потім як директор Independence Press — торгового підрозділу Herald Publishing з 1981 по 1983 рік.
Перша книга Вайс — це біографія злочинців Френка та Джессі Джеймсів. Френк був похований на кладовищі біля школи її дитинства в Індепенденсі. Наприкінці 1970-х і на початку 1980-х років вона написала дитячі книжки про комп'ютерну графіку, роботів, історію Дня подяки та пригодницьку книгу для ув'язнених із низьким рівнем грамотності.

### TSR іDragonlance

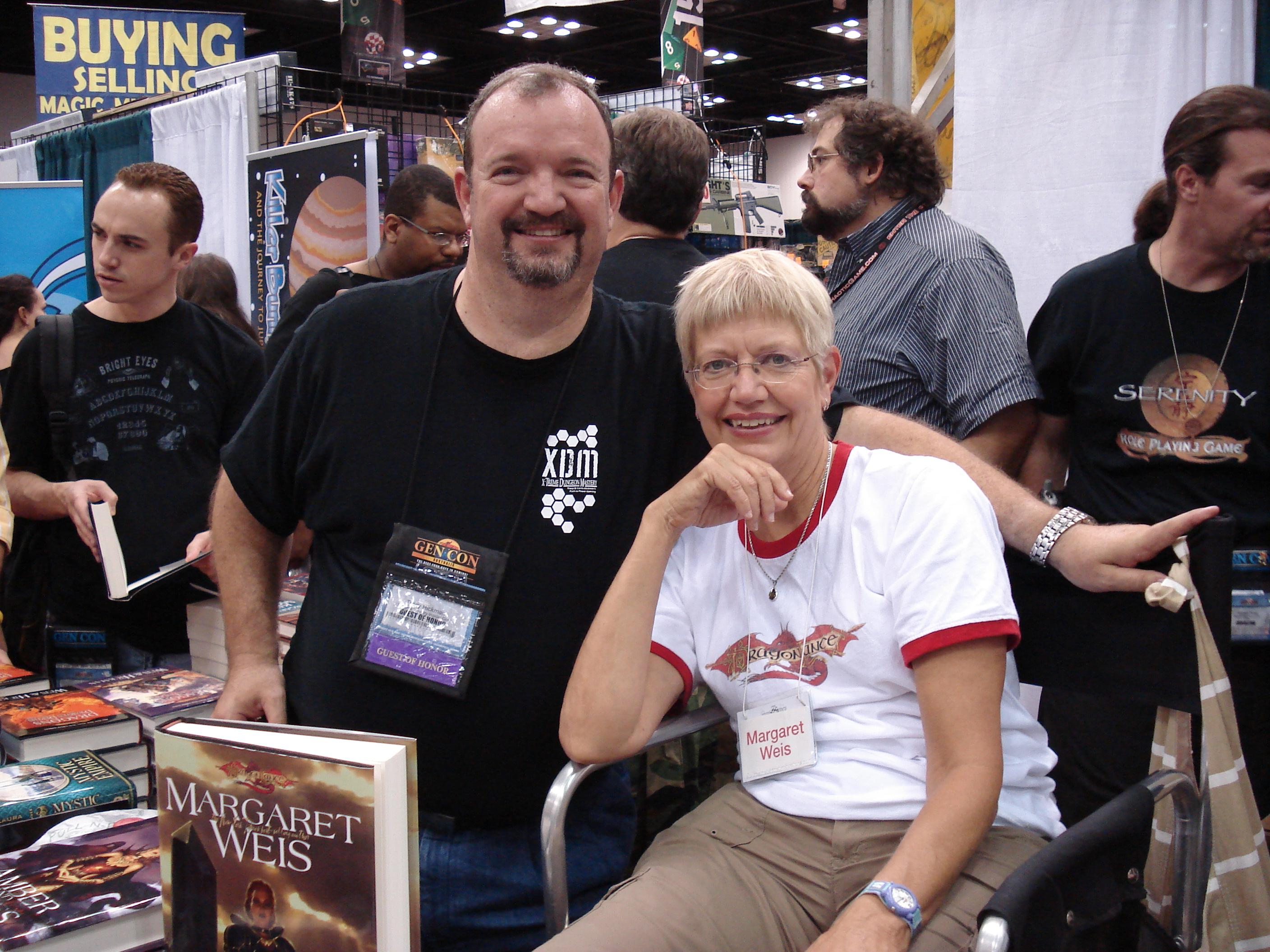
Маргарет Вайс (сидить) з Трейсі Хікменом на Gen Con Indy 2008

У 1983 році Вайс подала заявку на роботу редактора ігор у TSR, Inc., про що вона побачила оголошення в Publishers Weekly. TSR відмовив їй у працевлаштуванні на цій посаді, але найняв її редактором книги. Маргарет Вайс залишилася в книжковому відділі, покинувши компанію як незалежний автор у 1986 році.
Одним із її перших завдань у TSR стала допомога з координації під час випадкової зустрічі з колегою з TSR Трейсі Хікмен Project Overlord, який мав включати роман і три модулі AD&D. Вайс та Хікмен розробили сюжет для роману й найняли автора, щоб конкретизувати ідеї історії, але якому бракувало розуміння персонажів чи сюжетів. «Проживши з цими героями місяцями» і під загрозою дедлайну, вони врятували проєкт.
Маргарет Вайс пізніше згадувала «На той час ми з [Хікменом] настільки захопилися проєктом, що відчули, що повинні його написати». Проєкт Overlord незабаром став відомий як Dragonlance. З 4 мільйонами продажів першої книги в США та у Великій Британії вона перетворилася на трилогію романів під назвою «Хроніки Драконового Списка» та 15 пов'язаних модулів. Керуючий редактор книжкового відділу TSR Джин Блек обрала Вайс та Хікмена для написання серії. :16 Вона сказала: «На мою думку, проєкт був таким успішним завдяки тому, що всі хто брали участь у ньому, були в захваті від нього і вірили в нього».
Після двох років розроблення TSR випустила ігровий модуль Dragons of Despair у березні 1984 року та роман Dragons of Autumn Twilight у листопаді 1984 року. TSR мав сумніви щодо потенціалу продажів готового роману і спробував замовити 30 000 примірників, перш ніж розпочати з мінімального накладу в 50 000. Успіх роману спонукав TSR опублікувати більше примірників, щоб задовольнити попит. Роман був написаний після завершення перших ігрових модулів Dragonlance. Вайс і Хікмен вважали це обмеженням і зробили роман занадто епізодичним, тому вони змінили процес для наступних книг і завершили романи до того, як були написані відповідні модулі.
Вайс та Хікмен також є авторами трилогії «Легенди про драконівський спис», опублікованої в 1986 році :16 В рамках серії вони створили романи, ігрові додатки, оповідання, художні книги та календарі.
Вони почали підробляти як автори книг по чотири години кожного вечора та кожні вихідні. Кілька успішних книг дозволили їм залишити TSR і почати писати книги повний робочий день у 1986 році.

### Підприємець

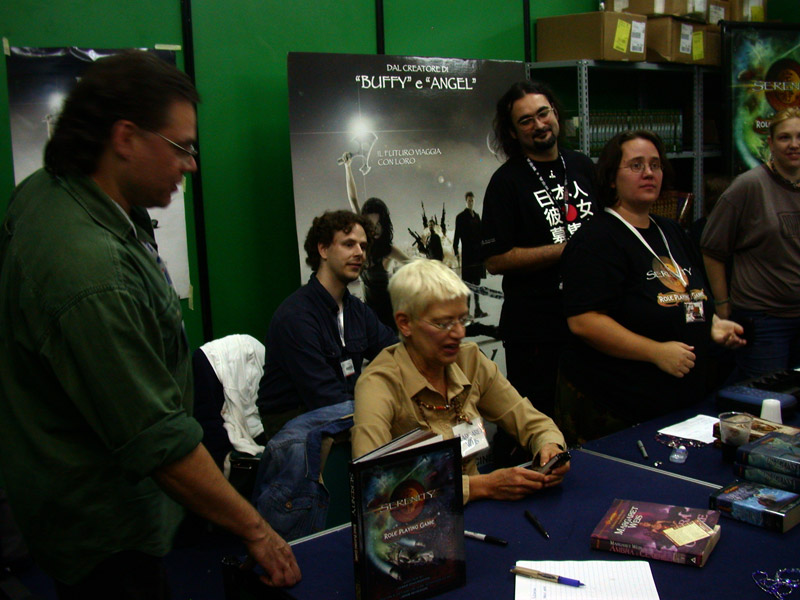
Маргарет Вайс на з'їзді в Лукці в жовтні 2005 року.

Покинувши TSR у 1986 році, Вайс та Хікмен продовжили роботу в команді авторів. Відповідно до профілю Kansas City Star провідних місцевих авторів, «трансформованих» піонером у жанрі фентезі Джоном Р. Р. Толкієном, дует прагнув відновити заснований на реальності та гуманізований досвід літератури Толкіна, але без копіювання чи наслідування, щоб читач міг уявити зустріч із їхнім оригінальними чарівними персонажами в реальному місці, як-от автобусна зупинка, які розмовляють за вимовними іменами. Вона пояснила довговічність їхнього письменницького партнерства спеціалізацією, де Хікмен був творцем світу та оповідачем, який визначає, «коли сходить місяць і в який бік дмуть вітри», а вона привнесла персонажів та зміст. Також він розплутував її проблемні та тупикові ситуації. Вайс та Хікмен написали трилогію Darksword (1986—1987) і семикнижний цикл Deathgate (1988—1994) для Bantam Books.
Щоденний робочий процес Маргарет Вайс складався з п'ятигодинного писання за комп'ютером, починаючи з 7:30 a.m., навіть у свята, часто переписування всього, що перевищувало п'ять годин попереднього дня, а потім обдумування книги протягом дня. Вона писала сюжетні ідеї та уривки діалогів на серветках і конвертах, поки не отримала портативний комп'ютер, і нервувала, якщо не могла працювати. Письменниця зазначала: «Я б хотіла розгадувати таємниці, але в мене не створена для цього голова». Вона подумки населяла власні вигадані світи; і після завершення зазнавала «справжньої депресії» через відмову від персонажів, які здавалися справжнішими, ніж більшість людей. Її єдина відпустка полягала в організації конференцій фентезі та наукової фантастики по всьому світу та спілкування зі своїми шанувальниками.
Вайс написала романи про космічну оперу «Зірка Вартових», які вона називає своїм улюбленим серіалом, написаним нею. Вона видавала гру на основі Mag Force 7 з 1994 по 1996 рік. Наприкінці 1990-х років Ларрі Елмор передав свій фантастичний світ Лоерема Вайс та Хікмен, який вони написали як романну трилогію «Володарний камінь», опубліковану Del Rey. :351 З 2003 по 2005 рік Вайс завершила трилогію Dragonvarld для Tor.
У 1999 році журнал Pyramid назвав Вайс однією з найвпливовіших людей Міленіуму «принаймні в царині пригодницьких ігор», і сказав, що вона та Хікмен «загалом відповідають за весь жанр ігрової фантастики». У 2002 році Вайс була включена до Зали слави Origins, зокрема за «одну ігрову лінію, яка стала літературною сенсацією: Dragonlance».

#### Видавничі компанії
Окрім письменницької кар'єри, Вайс була власницею та директором двох видавничих компаній. Вона заснувала компанію Sovereign Press, обійнявши посаду генерального директора для публікації рольової гри Sovereign Stone, написаної її чоловіком Доном Перріном разом із Лестером Смітом. :351 Щоб покращити ситуацію, Вайс і Перрін написали повість «Шадамер та історія старих дружин», яка була опублікована в Dragon № 264 у жовтні 1999 року. :352 Перрін залишив Sovereign Press у 2004 році, а Вайс заснувала Margaret Weis Productions. :353 Маргарет Вайс опублікувала лінійку рольових ігор, засновану на кількох ліцензіях, включаючи Serenity та Battlestar Galactica, а також новий сольний проєкт Еда Грінвуда у рольовій грі Castlemourn.
Вайс була членом ради директорів компанії Mag Force 7, Inc. — розробника колекційної карткової гри Star of the Guardians і Wing Commander (CCG).

### Повернення доDragonlance
Вайс та Хікмен повернулися до Dragonlance у 1995 році з Dragons of Summer Flame. Її наступним проєктом став власний роман під назвою The Soulforge, заснований на її улюбленому персонажі з трилогії, темному чарівнику Рейстліні. Wizards of the Coast опублікував нову трилогію романів про Dragonlance Вайс та Хікмена під назвою War of Souls, починаючи з Dragons of a Fallen Sun (2000). :283
У 2002 році Wizards of the Coast надали ліцензію Dragonlance компанії Sovereign Press на виробництво матеріалів рольової гри для сеттингу; Вайс і Перрін разом із Джеймі Чемберсом і Крістофером Койлом написали «Dragonlance Campaign Setting» (2003), який опублікували у Wizards of the Coast. Потім Sovereign Press змогла додатково доповнити цю книгу, використовуючи матеріали, створені за ліцензією d20.:353 Термін дії ліцензії закінчився у 2007 році. Між 2004 і 2008 роками Вайс написала трилогію сольного роману під назвою «Темний учень»; перший роман «Янтар і попіл» був опублікований у серпні 2004 року. У цей період Вайс також спільно з Хікменом написали трилогію «Втрачені хроніки», починаючи з «Драконів Дварфських глибин» у липні 2006 року. Між романами про Соратників була п'ятнадцятирічна перерва перед тим, як вийшли «Дракони Дфарських глибин». Після завершення оригінальних романів «Хронік» у 1991 році у співавторів залишилося багато матеріалу про них, але вони перейшли до написання творів про нових персонажів. У 2004 році Вайс сказала Хікмену, що хоче повернутися до головних героїв світу Dragonlance. Коли пара авторів зв'язалася зі своїми редакторами, вони з ентузіазмом погодилися.
У жовтні 2020 року Вайс та Трейсі Хікмен подали позов проти Wizards of the Coast за порушення ліцензії на нову трилогію романів Dragonlance. Boing Boing повідомила, що «згідно з позовом, Вайс і Хікмен домовилися з Wizards of the Coast випустити нові романи в 2017 році, завершивши серіал і влаштувавши шанувальникам останню зустріч. Але компанія перервала серію в серпні 2020 року». Автори виношували нову трилогію як «завершення справи свого життя». У грудні 2020 року Вайс і Хікмен подали заяву про добровільне відхилення без шкоди для їх позову, «зазначивши в заяві, що Wizards of the Coast офіційно не відповіли на їхній позов і не подали заяву про спрощене судове рішення». Через кілька тижнів видавничий агент Вайс та Хікмена підтвердив, що нова трилогія романів про Dragonlance знову знаходиться в стадії розроблення. Перший роман нової серії Dragonlance: Dragons of Deceit побачив світ 2 серпня 2022 року.

## Особисте життя
Вайс познайомилася зі своїм майбутнім чоловіком у загальноосвітній школі, вийшла заміж після коледжу та народила двох дітей. Особливості діяльності професійного письменника не сприяв розвиткові їх стосунків. Після публікації її першої книги та десяти років шлюбу вони розлучилися через постійний стрес та недотичність характерів.
У 1983 році Маргарет Вайс переїхала до курортного міста Лейк-Женева у штат Вісконсин, щоб працювати на TSR, проживаючи в будинку, переобладнаному з сараю. Вона сказала, що завжди уникала читання фантастичних книг, починаючи з Толкіна, аби не відчувати впливу на її творчість, але надає перевагу таким класикам, як Чарлз Діккенс, Джейн Остін та Шерлок Холмс у вільний час. Вона часто грала в ігри та готувала їжу під час відпочинку, а під час подорожей збирала кулінарні книги, наприклад, рецепти напоїв із книг Діккенса.
У 1993 році у Вайс був діагностований рак молочної залози, і вона пройшла успішну хіміотерапію. Під час лікування письменниця була зайнята написанням «Сьомих воріт».
У 1996 році Вайс вийшла заміж удруге, на цей раз за письменника та розробника ігор Дона Перріна. Пізніше вони розлучилися.